# 보수주의
보수주의(保守主義, Conservatism)는 기존 사회 체제의 안정적인 발전을 추구하는 정치 이념이다.
산업혁명 초기 서구 사회에서 보수주의는 자유 무역에 대한 보호 무역의 지지, 그리스도교 전통 가치의 보존 등을 강조하였다. 이후 서구의 산업 발전 수준이 일정 단계에 이르고 사회주의 운동이 태동했을 때 보수주의는 사회주의에 대한 반발, 농촌 지역의 반혁명 이데올로기로서 기능하였다. 이 당시 보수주의는 경제적 자유주의에 대한 비판적 지지와 사유 재산의 확립, 가족 가치의 중시 등의 입장으로 압축됐다.
경제적 평등과 사회 변천을 추구하는 진보주의에 반대되는 개념으로, 보수주의는 경제 성장과 점진적인 개혁을 추구한다. 세금을 줄이고 규제를 완화하며 정부 개입을 최소화하여 시장에 더 많은 자유를 보장할 것을 주장한다.
현대 사회에서 보수주의는 진보주의와 달리 단일한 이념 체계로 파악하기 상당히 어려우며, 각국의 문화·민족·역사·지리적 조건에 따라 다양한 양태로서 나타난다. 그러나, 그 주장은 주로 사회에서 유지되는 도덕관에 대한 고수, 분배보다 경쟁과 성장을 중시하는 경제 관념 등의 공통점을 지니고 있다.
보수주의는 과거로의 회귀를 추구하는 반동주의나 어떠한 변화도 거부하는 수구와는 구별된다.

## 사상적 발전
보수주의는 시대와 문화에 따라서 상대적인 의미를 가진다. 보수주의에는 사상서(바이블)가 존재하지 않아서 개념이 정립되기까지 오랜 시간이 걸렸다.
| “ | 보수주의를 이름표 붙은 병에 집어넣으려 하는 것은 마치 공기를 흐르는 액체로 만들려는 것과 같다. ... 그 근본 자체로부터 나오는 문제인 것이다. 보수주의는 정치적 사상이라기보다는 마음의 습관, 감정적 상태, 삶의 방법에 더 가깝다. | ” |
|   | — R.J. White |   |

보수주의가 하나의 사상으로서 등장한 것은 프랑스 혁명이 일어난 1789년 전후이다. 하지만 그 전에도 고전적으로 보수주의는 존재해 왔다. 공자의 논어나 종교 개혁기의 영국 성공회 소속 신학자인 리처드 후커의 글에서 태동을 볼 수 있지만, 보수주의가 본격적으로 등장하기 시작한 것은 에드먼드 버크의 논설문인 「프랑스혁명 및 이에 관한 런던 시민단체의 움직임에 대한 고찰」(Reflections on the Revolution in France and on the Proceedings in Certain Societies in London Relative to It)이 출간된 이후라고 할 수 있다. 이외에 매슈 아널드의 「교양과 무질서」도 보수주의적 관점에서 쓰여진 글이다.

### 보수주의 4대 강령
미국에서는 보수주의의 다양한 해석에 따라 공통적으로 갖는 네 가지의 최소한의 공통분모를 정하였다.
1. 제한된 정부
2. 자유기업
3. 강한 국방
4. 전통적 미국가치

## 보수주의의 대표 인물
- 권성동: 국민의힘 원내대표
- 권영세: 국민의힘 비대위원장
- 윤석열: 대한민국 전 대통령
- 에드먼드 버크 : 보수주의의 아버지
- 벤저민 디즈레일리 : 영국의 총리
- 매슈 아널드 : 영국의 시인·평론가
- 윈스턴 처칠 : 영국의 총리
- 마거릿 대처 : 영국의 총리
- 로널드 레이건 : 미국의 대통령
- 박정희 : 대한민국의 전 대통령[5]
- 이승만: 대한민국의 초대 대통령
- 리콴유 : 싱가포르 총리
- 장제스 : 중화민국의 총통
- 스티븐 하퍼 : 캐나다의 총리
- 보리스 존슨 : 영국의 총리
- 마이클 하워드 : 영국 보수당 대표
- 폴 라이언 : 미국 연방 하원의장
- 러셀 커크: 미국의 철학적 보수주의의 대표적 인물
- 배리 골드워터: 미국의 보수주의 정치가
- 윌리엄 F. 버클리 주니어 : 미국의 보수주의 활동가
- 모튼 블랙웰 : 미국 보수주의 정치기술 교육가
- 블라디미르 푸틴 : 러시아의 대통령
- 알베르토 후지모리 : 페루의 대통령
- 요안니스 메탁사스 : 그리스의 총리
- 프란시스코 프랑코 : 에스파냐국의 카우디요
- 안토니우 드 올리베이라 살라자르 : 포르투갈의 총리
- 도널드 트럼프 : 미국의 대통령[6]

## 분파

### 자유보수주의
자유보수주의는 '보수적 가치'와 '고전적 자유주의 경향'이 결합된 보수주의의 분파이다. 두 개념은 시간과 장소에 따라서 다른 의미를 가지는데, 자유보수주의 또한 의미의 다양성이 폭넓다. 역사적으로 권위와 종교적 가치의 측면에서 세워진 전통을 중시하는 '고전적 보수주의'와 자유 방임적 시장을 지향하는 경제적 자유주의의 결합을 선호하게 된다. 고전적 자유주의(경제적 자유주의)는 경제와 사회 차원에서 개인의 자유를 지지하는 경향을 띤다.
오랫동안, 많은 국가에서 나타난 보수주의 이념은 경제적 자유주의적 논의를 포용했고, '자유보수주의'는 단순히 '보수주의'로써 받아들여졌다. 자유경제적 사고가 전통적으로 받아들여지는 미국에서는 '자유보수주의'를 보수주의로 받아들이고 있다. '자유보수주의' 운동이 정치적 주류를 이루고 있는 이탈리아나 스페인과 같은 국가에서는 '자유적(Liberal)'과 '보수적(Conservative)'이 동의어처럼 쓰인다. 미국의 자유보수주의는 에드먼드 버크의 경제적 개인주의와 결합되어 있다. 미국의 보수주의의 한 경향이 되어가고 있으며, 러셀 커크가 이 경향의 대표적 인물이다.
유럽에서 나타난 '자유보수주의'의 두 번째 의미는 사회적 자유주의의 관점과 전통의 중요성을 낮춘 '현대적 보수주의'의 결합이다. 이는 사회주의의 성찰적 관점과는 반대되는 것이다. 자유시장경제와 개인의 책임성의 '보수주의 관점'과 시민권, 생태주의, 제한된 복지국가를 선호하는 '사회적 자유주의 관점'을 동시에 포함하게 된다. 이는 스웨덴의 총리인 프레드릭 라인펠트에 의해 주창되었다. 유럽에서는 때때로 '자유보수주의'가 '사회적 보수주의'로 번역되곤 한다.

### 보수자유주의
보수자유주의는 '자유적 가치'와 '보수적 경향의 정책(자유주의의 우익적 정책)'이 결합된 '자유주의'의 분파이다. '보수자유주의'의 뿌리는 자유주의의 출발에서 찾을 수 있다. 제 2차 세계 대전까지 독일, 이탈리아 등 대다수의 유럽 국가들의 정치적 계급은 보수자유주의자들이 형성했다. 제 1차 세계 대전은 고전적 자유주의의 급진적 시각을 자유주의의 보수적 시각으로 대체하도록 만들었다.

### 자유지상적 보수주의
자유지상적 보수주의는 미국과 캐나다에서 '보수주의'의 자유지상주의적 경제관이 결합된 정치이념이다. 이는 입헌주의, 고전적 자유지상주의, 신자유주의, 작은 정부, 자유지상주의의 하부 이념을 가지고 있다. 일반적으로 '고전적 보수주의'와는 다르고, 보다 개인과 경제적 자유를 강조하는 측면이 있다.
무정부적 자유주의(Agorism)는 우파적 자유주의의 '자유지상적 보수주의'를 대표한다.
'고전적 보수주의'와는 대조적으로, '자유지상적 보수주의'는 자유무역처럼 엄격한 자유방임 정책을 지지하고, 국영은행이나 규제를 반대한다. 환경 규제에 격렬히 반대하고 다른 부분의 경제적 통제 역시 부정적이다. 루트비히 폰 미제스가 '자유지상적 보수주의'의 대표적 학자이다. 또한 소극적 자유를 강조하고 있기에 낙태와 같은 도덕적 차원의 규제에도 반대한다.

### 재정적 보수주의
재정적 보수주의는 정부가 지출과 부채에 신중을 기해야 한다는 경제적 철학이다. 에드먼드 버크는 자신의 저서인 '프랑스 혁명에 관한 성찰(Reflections on the Revolution in France)'에서 "정부는 거대한 부채를 만들 권한을 갖고 있지 못하며, 만약 부채를 키울 경우에 납세자에게는 부담으로 작용할 수 있다"고 주장했다.

### 녹색보수주의
녹색보수주의는 생태주의와 결합된 보수주의를 지칭할 때 쓴다. '녹색보수주의'를 최초로 사용한 사람은 미국 공화당 소속 하원 의장인 뉴트 깅리치로, 존 케리와 환경에 관한 토론을 하면서 처음으로 언급했다. '녹색보수주의 운동'은 점차 참신한 보수주의로 각광받고 있다. 미국 공화당을 지지하는 환경단체들은 환경 이슈의 강화를 추구하고 있고, 이는 천연자원과 인적·환경적 자원의 보호로 연결되고 있다.
영국 보수당의 데이비드 캐머런은 자동차에 대한 세금, 자동차 광고 규제 등 환경 의제를 받아들였다. 이는 녹색보수주의의 영향을 받음으로써 기후변화에 대한 협력 강화를 뜻한다.

### 사회보수주의
사회보수주의는 북유럽과 대륙유럽에서 발달했는데, '복지국가를 지지하는 자유보수주의'를 뜻하는 것이다. 사회보수주의는 낙태를 반대하는 입장에 있고, 배아줄기세포 연구에 대한 국가적 지원에 반대한다. 우생학과 과학적 기술을 통해 영생을 얻으려는 트랜스휴머니즘에는 반대하는 반면, '생물학적 보수주의'에는 찬성한다. 사회의 기본 단위인 핵가족 모델에서 전통적인 일부일처제를 선호한다. 종교적 의식을 하지 않는 '세속적 결혼'과 입양, 동성혼에 반대한다. 마약, 성매매, 혼전 성교, 간통, 안락사에 대한 금지를 찬성하며, 포르노와 외설에 대한 검열에 찬성한다.

### 정치적 보수주의

#### 대한민국의 보수주의
- 개요

대한민국의 보수세력은 자유주의, 반공주의, 법치주의, 자유시장경제 질서, 점진주의적 개혁을 핵심가치로 여긴다. 이 외에 민족문화, 도덕성, 윤리성, 생명윤리성, 애국심, 애향심, 일부일처제, 낙태반대, 동성혼인반대 등 기존 가족제도의 옹호도 중요하게 여긴다. 대한민국의 보수세력은 건국과정에서부터 자유민주주의와 시장경제체제를 이념으로 받들고 이를 공산주의로부터 지키려 했다.
'반공주의가 곧 대한민국의 보수주의' 또는 '대한민국의 보수주의는 곧 반공주의'라고 잘못 인식되는 경향이 있는데 이는 근대 역사관이 왜곡된 결과이다. 보수주의 세력의 반공주의는 개화기까진 없다가 1921년 일제강점기 자유시 참변을 계기로 생기기 시작했다. 이후 1945년 미군정과 1948년 이승만 정부 수립 전후로 좌익과 우익 간의 대립이 격화되어 제주 4·3 사건과 여수·순천 사건이 연달아 발생하자 국가보안법이 제정되었고, 이를 근거로 시장의 자유와 재산권을 중시하는 자본주의 체제에 반하는 공산주의 활동에 대해 국가변란이라고 하면서 반공주의 정책을 시행하게 되었다. 1947년 발표한 '나의 소원'이란 글에서 김구는 "독재 중에서 가장 무서운 독재는 어떤 주의, 즉 철학을 기초로 하는 계급독재다. 공산당이 주장하는 소련식 민주주의란 것은 이러한 독재정치 중에서 가장 철저한 것이어서, 독재정치의 모든 특징을 극단으로 발휘하고 있다"며 공산주의를 극단적으로 비판하기도 하였다. 이후 1950년 발발한 한국 전쟁과 국제적인 냉전 대립으로 인해 반공주의 기조는 강화되었으며, 1964년 5.16 군사 정변으로 출범한 박정희 정부 이래 대한민국의 주류 이데올로기로 막강한 영향력을 행사하였다. 그러나 반공주의는 사상의 자유가 보장되는 민주주의 이념과 맞지 않아 헌법이나 법률에 의해 공식적으로 선언된 것은 아니었다.
- 역사

일반적으로 대한민국의 보수주의의 시작을 1870년대에 태동한 개화파로 본다. 남시욱 세종대 석좌교수는 "자유민주주의나 시장경제 이념이 해방 후 미군정 당국에 의한 친미정권 수립을 계기로 비로소 한반도에 도입됐다거나 오늘날 한국의 보수세력이 지킬 가치와 이념이 존재하지 않는다는 등의 일부의 주장은 크게 잘못된 것"이라고 밝혔다. 자유민주주의와 시장경제의 바탕이 되는 공화제(공화주의 이념)가 안창호 등 개화파 3세대가 주축이 돼 1903년 미국 샌프란시스코에서 설립된 공립협회나 1907년 국내에서 조직된 비밀결사인 신민회 등을 통해 제기된 뒤 1919년 상하이임시정부에서 채택된 데서 이 같은 사실을 확인할 수 있다고 남 교수는 덧붙였다.
1921년 6월 28일, 러시아 붉은 군대가 한인 무장 독립군들을 포위 사살한 자유시 참변이 발생하였다. 고려공산당 이르쿠츠파와 상하이파 간의 공산주의 권력다툼에 의해 민족주의 세력인 김좌진·홍범도·지청천 등의 대한독립군단이 막대한 피해를 입고 결국 와해되었으며, 이에 민족주의 세력은 공산주의 세력에 등을 돌리고 반공주의를 갖게 되었다. 특히 김좌진이 이끄는 신민부는 이동휘가 가담하고 있던 적기단도 적대시하였다.

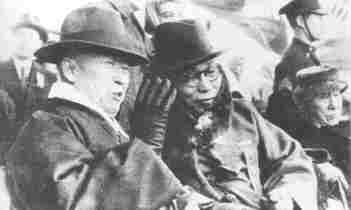
임정요인 환영식에 이승만과 김구 (1945.12.01)

1948년 5월 10일, 대한민국 제헌 국회의원 선거가 실시되었다. 이는 한반도 역사상 처음의 보통선거, 자유 선거, 직접 선거, 비밀 선거였다. 이 선거에서 한국민주당이 제1당이 되었다(독촉국민회 소속을 건 후보자들이 가장 많이 당선됐지만 독촉국민회는 통일운동이지 정식정당은 아니어서 국회에서의 당권은 없었다). 1949년 6월 26일, 김구가 안두희에 의해 암살되면서 한국독립당을 비롯한 김구 세력이 와해되었다. 신익희·조소앙·이시영·이범석 등 주요 인사들은 별도로 창당하거나 대한독립촉성국민회, 한국민주당 등에 합류하였다. 또 다른 우익세력인 김규식 세력은 그가 1950년 6.25 전쟁 때 북한군에게 납북되면서 와해되었다. 결국 그 즈음으로 하여 대한민국 보수주의의 주류는 이승만·김구 등 개화파 및 임시정부 우익의 정통성을 잇는 보수계 정당 계보와 친일반민족행위자이자 지주·자본가인 장덕수·김성수의 한국민주당을 전신으로 하는 민주당계 정당 계보만이 남게 되었다.

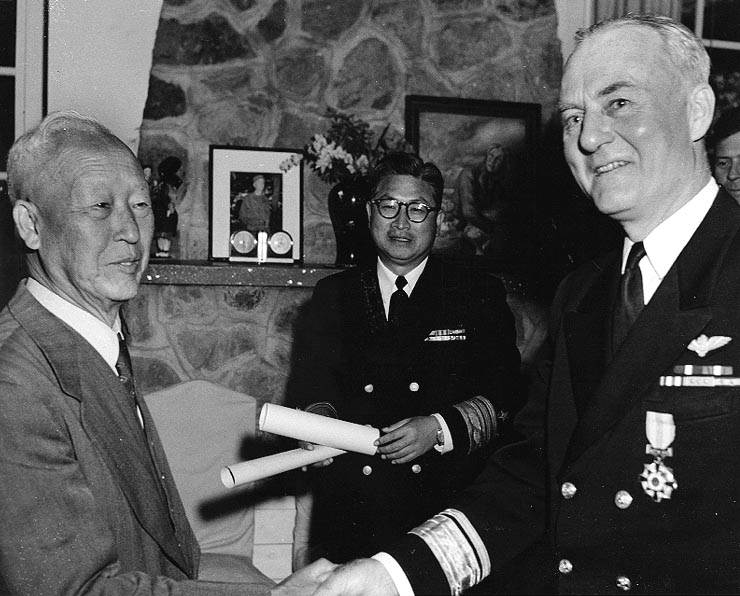
이승만

1950년 6월 25일 새벽 4시에 김일성의 조선민주주의인민공화국의 기습 남침으로 한국 전쟁이 시작되었다. 1953년 7월 27일 휴전협정이 체결되었고, 1953년 10월 1일에는 한미상호방위조약이 체결되었다. 이 조약을 발판으로 대한민국은 경제개발에 집중할 수 있게 되어 훗날 한강의 기적을 이뤘다.
초기의 민주당계 정당은 친이승만 세력이었으나 이승만의 농지개혁법과 자유당 창당을 계기로 반이승만 세력이 되었다. 민주당계 정당은 군사정변 이후 출범한 군사정권에 대항하여 정치적·사회적 민주화를 주장하면서 정치적으로 보수가 아닌 진보로 분류되었고, 군사정권 세력을 지지하는 세력이 민주화 이후에 보수를 표방하면서 계속하여 진보로 분류되고 있으나, 경제적으로는 한미FTA 등에서 기존의 보수주의 정당들과 유사한 입장도 가지고 있어 넓은 의미에서 보수주의 정당으로 분류되기도 한다. 민주당계 정당은 1990년대까지 보수계 정당과 별도로 보수주의의 계보를 이어왔었으나, 2000년대 전후로 DJP연합이 파국을 맞자 운동권 출신들을 대거 흡수하기 시작했고, 노무현 정부에 들어서서는 직접적으로 진보주의를 표방하기 시작하며 대한민국의 보수주의에서 상당히 이탈하였다.
1993년 2월 25일에 출범한 김영삼 정부는 정권 후반기부터 노동 시장의 유연화, 작은 정부, 자유시장경제의 중시, 규제 완화, 자유 무역 협정(FTA) 등 신자유주의 정책을 펼쳤다.
2000년대 노무현 대통령 집권기를 전후해서 기존의 우파와는 차별성을 주장하는 뉴라이트라는 단체가 등장했다. 뉴라이트를 이끄는 상당수 인사들은 기존의 우파가 아닌 진보세력과 주사파 등 운동권 출신에서 전향을 한 사람들이 대부분이었다. 진보세력의 정치적 주도권 확보에 대한 반작용과 기존 보수세력의 퇴행적 행태와 성격에 대한 자성 등을 내세운 것이 뉴라이트가 태동한 요인이다. 대표적인 단체로는 뉴라이트전국연합, 자유주의연대 등이 있다. 뉴라이트는 2008년 광우병 사태를 계기로 극단적인 반좌익 세력으로 변하여서 기존의 친박, 기독교 우파와 함께 대표적인 극우 세력이 되었다. 이러한 경력과 성향 때문에 진보세력은 뉴라이트를 극도로 혐오하며, 정통보수세력도 뉴라이트를 '가짜우파', '위장보수'라 부르며 선을 긋고 있다.
과거에 존재했던 대한민국의 보수정당으로는 한국독립당, 대한독립촉성국민회, 조선민주당, 한국민주당, 대한국민당, 자유당, 민주공화당, 유신정우회, 한국국민당, 민주정의당, 신민주공화당, 민주자유당, 신한국당, 자유민주연합, 자유선진당, 자유한국당, 우리공화당, 바른미래당 등이 있다.
- 비판

첫째, '자유민주주의'는 개개인의 자유를 보장할 수 있어야 한다. 그러나 대한민국 보수주의자들의 상당수는 시장에서의 승자로 하여금 경제적으로 윤택한 생활을 누릴 수 있게 하는 경제적 자유는 충분히 인정하는 반면, 과거 공산주의자들의 반민족행위 역사(6.25 전쟁 등)를 근거로 하여 현재까지도 공산주의를 추종하려는 개인과 집단의 정치적 자유는 대체로 인정하지 않으며, 또한 그렇게 정치적 자유를 제한했던 권위주의 정권을 예찬 내지 두둔하는 성향을 보여 비판을 받는다.
둘째, '반공주의'와 '한미상호방위조약'은 보수주의자들의 상당수로부터 북한과의 군사적 대치와 냉전의 시대적 상황에서 대한민국의 안보를 지켜준 핵심이었다는 평가를 받는다. 하지만 NLPDR계열은 반공주의와 한미동맹의 결과 신식민지사회가 구축되어서 개인의 정치적·시민권적·경제적·사회적·문화적 권리가 침해되고 있다는 비판을 한다.
셋째, '신자유주의'는 1970년대 및 1980년대의 재정적 위기에서 벗어나기 위한 시장 원리의 강조, 구조조정, 민영화, 재벌 내지 대기업 중심의 감세를 특징으로 하는 전 세계적 변화에 따라 한국 사회에 확산된 이데올로기이다. 그렇지만 이러한 신자유주의적 행보에 대해 반대하는 입장에서는 "권위주의 시대에 이어 현 시대에도 유산층을 위해 서민과 중산층에게 희생을 강요하고 있다."는 비판을 받는다.
조선민주주의인민공화국으로부터 대한민국을 지키기 위한 한미상호방호조약과 한미동맹을 절대적으로 중요하게 여기다 보니 국가의 자주성 보다 대미 굴종적인 성격이 강하다는 비판을 받는다. 진보적인 목소리를 내면서 강남좌파라는 별명을 가진 조국 서울대학교 법학과 교수가 《조국, 대한민국에 고한다》(21세기북스)에서 말한 보수주의의 가치는 법치주의, 원리원칙, 개인의 도덕성이라고 밝히면서 보수주의자에 대해 "법치주의와 원리원칙을 자신의 이익을 지키기 위한 수단으로 여기면서 반칙과 특권이 일상적으로 일어나고 있다."고 비판하였으나 조국이 2019년 법무부 장관 지명된 이후 "진보의 최대 가치가 도덕성인지 과연 의심스럽다."고 비판받기도 했다.
김성호는 보수주의의 4대 특성으로 1. 개혁의 이상에 공감하면서도 그 비용을 현실적으로 따져보는 현실주의 2. 해방의 명분 뒤에 숨어 있는 사익의 준동을 경계하고 공동체의 규범적 통합을 중시하는 공동체주의 3. 어떤 물질적, 도덕적 성과도 수단과 과정을 정당화 할 수 없다고 믿는 원칙론 4. 항상 권리 주장에 앞서 자기 의무를 돌아보는 의무론 등을 들었다. 이렇게 볼 때 한국에는 진정한 보수가 없었다.

#### 미국의 보수주의
- 신보수주의

신보수주의는 1970년대에 등장하여 미국의 보수세력의 지지를 받고 있는 이념이다. '힘이 곧 정의'라는 힘의 논리를 중시하고 신자유주의를 지향한다. 미국의 자유주의, 민주주의를 세계에 널리 퍼뜨리는 것을 이상으로 삼으며, 외교 및 국방정책에 있어서 신현실주의 노선을 취한다. 핵무기전략에 대해서는 앨버트 월스테터의 학문에 큰 영향을 받고 있다.
- 보수적 복음주의

보수적 복음주의는 미국의 보수적인 기독교인들이 미국의 폭력을 종교적으로 정당화시키는 이념이다. 미국은 하느님이 뜻을 펼치기 위해 선택한 나라이므로, 미국에 대한 도전은 폭력으로 응징해야 한다는 것이다. 중산층 및 유산층 기독교인을 기반으로, 진보적인 정치·종교사상에 대해 비판적이지만 반공주의, 창조론, 호모포비아에 대해서는 긍정적이다.

#### 영국의 보수주의
영국은 보수주의의 기원이기 때문에 많은 보수주의 정치가를 배출했다. 대표적으로 벤저민 디즈레일리와 윈스턴 처칠, 마거릿 대처가 꼽힌다. 벤저민 디즈레일리는 제국주의와 결합된 보수주의를, 윈스턴 처칠은 소련에 대항한 반공주의와 결합한 보수주의를 추구했다.
마거릿 대처는 흔히 '대처주의'라고 표현되는 보수주의 정책을 펼쳤다. 정치적으로는 반공주의를 추구했으며, 경제적으로는 친시장주의적 경제정책을 도입하여 영국의 복지병을 해결하고자 했다. 장기간의 노동자 파업을 진압하고 주요 국영 기업을 민영화였으며 사회 복지 혜택을 감축했다. 외교적으로는 영국의 유럽 공동체(EC) 가입을 거부하는 입장이었다. 2007년, 보수당이 정권을 탈환하게 된 계기는 2004년 마이클 하워드가 보수주의 강령 16개조항을 발표한 이후였다. 

###### 영국 보수당마이클 하워드가 발표한 보수주의 강령 16
1. 자신은 물론 가족의 건강과 부와 행복을 추구하는 것이 인간의 본성이라고 나는 믿는다.
2. 누군가 부자이기 때문에 또 다른 사람이 가난해졌다고 나는 믿지 않는다.
3. 누군가 지식이 있고 교육을 받았기 때문에 다른 사람이 무식해졌다고 나는 믿지 않는다.
4. 국민이 인간 본연의 야망을 추구하지 못하도록 막는 장애를 제거하기 위해 헌신하는 것이 정치인의 의무라고 나는 믿는다.
5. 국민은 그들의 삶의 주인인고 간섭과 지나친 통제를 받지 않을 때 가장 행복하다고 나는 믿는다.
6. 국민은 커야 하며 정부는 작아야 한다고 나는 믿는다.
7. 관료주의, 형식주의, 갖가지 규정과 조사관, 각종 위원회와 독립적인 정부기관이 국민을 보호하기 위해 만들어졌지만 인간 행복에 기여하지 않는다고 나는 믿는다.
8. 모든 국민은 잠재 능력을 최대한 발휘할 수 있는 기회를 가져야 한다고 나는 믿는다.
9. 책임 없는 자유는 없으며 스스로 돌보지 못하는 사람들을 돌보는 것이 우리의 의무라고 나는 믿는다.
10. 불공평은 우리를 분노하게 하며 기회 균등이야말로 중요한 가치임을 나는 믿는다.
11. 부모는 자녀에게 자신들이 받았던 것보다 더 나은 교육을 제공하기를 원한다고 나는 믿는다.
12. 모든 어린이는 노후에 자신들의 부모가 평안하기를 바란다고 나는 믿는다.
13. 영국인들은 그들이 자유로울 때만이 행복하다고 나는 믿는다.
14. 영국은 언제나 영국의 자유를 수호해야 한다고 나는 믿는다.
15. 행운과 타고난 재능과 노력, 그리고 부의 다양성을 통해서만이 섬나라인 영국이 고귀한 과거와 약동하는 미래를 가진 위대한 사람들의 고향이 될 수 있다고 믿는다.  나는 그들의 종이 되는 것이 행복하다고 믿지 않는다.
16. 누군가 건강하기 때문에 또 다른 누군가가 병들게 됐다고 나는 믿지 않는다.

### 문화적·사회적 보수주의
문화적·사회적 보수주의는 한 국가나 한 문화권 내의 문화적·사회적 유산을 보존하려는 이념이다. 문화권은 '서구문화, 중동문화, 동양문화' 등 다양하다.
'문화적 보수주의'는 급격한 변화 속에서 전통적 방식이 굳게 유지되는 것이다. 문화적 보수주의자들은 전통적 가치와 전통적 정치에 대한 강한 신념을 가지고 있고, 간혹 민족주의적 성향을 가지는 경우도 있다.
'사회적 보수주의'는 문화적 보수주의와 겹치는 측면도 있지만 대체로 구분된다. 사회적 보수주의자들은 정부가 전통적 가치나 행동을 권장하고 강화할 수 있는 역할을 해야한다고 주장한다. 사회적 보수주의는 전통적 도덕성과 사회적 관습을 보호하길 원하기에, 때로는 법과 규제를 통한 방법을 요구하기도 한다. 그들에게 있어서 '변화'는 부정적으로 인식된다.

### 종교적 보수주의
종교적 보수주의는 특정한 종교적 가치를 정치에 반영하려는 추구이다. 유대교 정통파, 기독교 우파, 기독교 근본주의처럼 특정한 이념의 교리와 전통을 지키기 위해 종교적 가치를 강조한다. 이슬람교가 국교인 지역에서는 법을 통해 그들의 가치를 사람들에게 강제하기도 한다. 종교적 보수주의는 세속적인 관습의 지지를 받을 수 있고, 반대로 그 관습을 지지할 수도 있다.

## 보수주의 이념을 표방하는 정당
- 대한민국
  - 국민의힘
- 영국
  - 보수당
- 독일
  - 독일 기독교민주연합
- 프랑스
  - 공화당
- 유럽 연합
  - 유럽 국민당
  - 유럽 보수와 개혁
- 미국
  - 공화당
- 캐나다
  - 보수당

## 같이 보기
- 대한민국의 보수주의
- 정치성향
- 중도우파
- 자유주의
- 진보주의